# Kabinet-Cleveland II
Het kabinet–Cleveland II was de uitvoerende macht van de Verenigde Staten van Amerika van 4 maart 1893 tot 4 maart 1897. Voormalig president van de Verenigde Staten Grover Cleveland uit New York, die eerder had gediend als de 22e president van 1885 tot 1889 werd gekozen als de 24e president na het winnen van de presidentsverkiezingen van 1892 over de kandidaat van de Republikeinse Partij zittend president Benjamin Harrison uit Indiana, die eerder Cleveland had verslagen voor een tweede termijn in 1888. In 1895 maakte Cleveland bekend zich niet kandidaat te stellen voor een nieuwe termijn in de presidentsverkiezingen van 1896.
| Nr.     | Functie(s) | Functie(s)                            | Ambtsbekleder     | Ambtsbekleder                 | Ambtstermijn     | Ambtstermijn     | Partij(en) |
| ------- | ---------- | ------------------------------------- | ----------------- | ----------------------------- | ---------------- | ---------------- | ---------- |
| 24      |            | President van de Verenigde Staten     | Grover Cleveland  | Grover Cleveland (1837–1908)  | 4 maart 1893     | 4 maart 1897     | D          |
| 23      |            | Vicepresident van de Verenigde Staten | Adlai Stevenson I | Adlai Stevenson I (1835–1914) | 4 maart 1893     | 4 maart 1897     | D          |
| Kabinet |            |                                       |                   |                               |                  |                  |            |
| Nr.     | Functie(s) | Functie(s)                            | Ambtsbekleder     | Ambtsbekleder                 | Ambtstermijn     | Ambtstermijn     | Partij(en) |
| [ 1 ]   |            | Minister van Buitenlandse Zaken       | William Wharton   | William Wharton (1847–1919)   | 23 februari 1893 | 8 maart 1893     | R          |
| 33      |            | Minister van Buitenlandse Zaken       | Walter Gresham    | Walter Gresham (1832–1895)    | 7 maart 1893     | 28 mei 1895      | D          |
| [ 1 ]   |            | Minister van Buitenlandse Zaken       | Edwin Uhl         | Edwin Uhl (1841–1901)         | 28 mei 1895      | 10 juni 1895     | D          |
| 34      |            | Minister van Buitenlandse Zaken       | Richard Olney     | Richard Olney (1835–1917)     | 10 juni 1895     | 4 maart 1897     | D          |
| 11      |            | Minister van Financiën                | John Carlisle     | John Carlisle (1834–1910)     | 4 maart 1893     | 4 maart 1897     | D          |
| 39      |            | Minister van Oorlog                   | Daniel Lamont     | Daniel Lamont (1851–1905)     | 4 maart 1893     | 4 maart 1897     | D          |
| 33      |            | Minister van de Marine                | Hilary Herbert    | Hilary Herbert (1834–1919)    | 4 maart 1893     | 4 maart 1897     | D          |
| 40      |            | Minister van Justitie                 | Richard Olney     | Richard Olney (1835–1917)     | 4 maart 1893     | 10 juni 1895     | D          |
| 41      |            | Minister van Justitie                 | Judson Harmon     | Judson Harmon (1846–1927)     | 10 juni 1895     | 4 maart 1897     | D          |
| 19      |            | Minister van Binnenlandse Zaken       | Hoke Smith        | Hoke Smith (1855–1931)        | 4 maart 1893     | 1 september 1896 | D          |
| 20      |            | Minister van Binnenlandse Zaken       | David Francis     | David Francis (1850–1927)     | 1 september 1896 | 4 maart 1897     | D          |
| 3       |            | Minister van Landbouw                 | Julius Morton     | Julius Morton (1832–1902)     | 4 maart 1893     | 4 maart 1897     | D          |
| 39      |            | Minister van Posterijen               | Wilson Bissell    | Wilson Bissell (1847–1903)    | 4 maart 1893     | 1 maart 1895     | D          |
| 40      |            | Minister van Posterijen               | William Wilson    | William Wilson (1843–1900)    | 1 maart 1895     | 4 maart 1897     | D          |

Washington ·
J. Adams ·
Jefferson ·
Madison ·
Monroe ·
J.Q. Adams ·
Jackson ·
Van Buren ·
W.H. Harrison ·
Tyler ·
Polk ·
Taylor ·
Fillmore ·
Pierce ·
Buchanan ·
Lincoln ·
A. Johnson ·
Grant ·
Hayes ·
Garfield ·
Arthur ·
Cleveland I ·
B. Harrison ·
Cleveland II ·
McKinley ·
T. Roosevelt ·
Taft ·
Wilson ·
Harding ·
Coolidge ·
Hoover ·
F.D. Roosevelt ·
Truman ·
Eisenhower ·
Kennedy ·
L.B. Johnson ·
Nixon ·
Ford ·
Carter ·
Reagan ·
G.H.W. Bush ·
Clinton ·
G.W. Bush ·
Obama ·
Trump I ·
Biden ·
Trump II